# Війтівці (Вінницький район)
Ві́йтівці — село в Україні, у Липовецькій міській громаді, Вінницького району, Вінницької області.  
Населення становило 603 особи.

## Історія
12 червня 2020 року, розпорядженням Кабінету Міністрів України № 707-р «Про визначення адміністративних центрів та затвердження територій територіальних громад Вінницької області», увійшло в Липовецьку міську громаду.
19 липня 2020 року, в результаті адміністративно-територіальної реформи та ліквідації Липовецького району, село увійшло до складу Вінницького району.

## Відомі люди
- У 1775—1829 роках священиками в селі були представники родини Достоєвських — дід і дядько російського письменника Федора Достоєвського. Тут народився і його батько — Михайло Андрійович Достоєвський.
- В селі народився Назаренко Олександр Григорович (1926—2015) — український живописець.